# Thomas Dekker (aktor)
Thomas Alexander Dekker (ur. 28 grudnia 1987 w Las Vegas) – amerykański aktor, reżyser, scenarzysta, producent filmowy i piosenkarz.

## Życiorys

### Wczesne lata
Urodził się w Las Vegas w stanie Nevada jako syn Hilary (z domu Williams), pianistki, i Davida Johna Ellisa Dekkera, śpiewaka operowego i aktora. Jest pochodzenia walijskiego po matce i holenderskiego po ojcu. Gdy był dzieckiem często przeprowadzał się z rodzicami, mieszkał w Kanadzie, USA i Europie. Ma dwójkę przyrodniego rodzeństwa: siostrę Dianę i brata Erika.

### Kariera
Zadebiutował na małym ekranie w wieku sześciu lat rolą w operze mydlanej CBS Żar młodości (The Young and the Restless, 1993). Rok później pojawił się gościnnie w sitcomie tej samej stacji pt. Pomoc domowa (The Nanny, 1994) i serialu NBC Ostry dyżur (ER, 1994). Na dużym ekranie wystąpił po raz pierwszy w filmie sci-fi Johna Carpentera Wioska przeklętych (Village of the Damned, 1995) u boku Christophera Reeve, Kirstie Alley, Marka Hamilla i Michaela Paré.
W latach 2006–2007 grał rolę Zacha w serialu NBC Herosi (Heroes, 2006–2007). Potem wygrał casting do roli Johna Connora w serialu fantasy Warner Bros. Terminator: Kroniki Sary Connor (Terminator: The Sarah Connor Chronicles, 2008).
W 2008 roku ukazała się jego debiutancka płyta studyjna zatytułowana Psyanotic, na której znalazło się dwanaście piosenek.

## Życie prywatne
Jest weganinem. 14 lipca 2017 roku za pośrednictwem Instagrama ujawnił się jako gej i wyznał, że w kwietniu tegoż roku wziął ślub ze swoim partnerem.

## Filmografia

### Filmy fabularne
- Star Trek: Pokolenia (1994)
- Wioska przeklętych (1995)
- Pradawny ląd 5: Tajemnicza wyspa (1997) (śpiew)
- Amerykańska opowieść. Skarb wyspy Manhattan (1997) (głos)
- Pradawny ląd 6: Tajemnica Jaszczurczej Skały (1998) (głos)
- Amerykańska opowieść. Tajemnica potwora z Manhattanu (1999) (głos)
- Pradawny ląd 7: Kamień zimnego ognia (2000) (głos)
- Pradawny ląd 8: Wielki chłód (2001) (głos)
- Pradawny ląd 9: Wyprawa nad Wielką Wodę (2002) (głos)
- Simple Joys (2006)
- Miasto śmierci (From Within, 2008)
- Brothers of the Blood (2008)
- Bez mojej zgody (2009)
- Koszmar z ulicy Wiązów (2010)
- Kaboom (2010)
- All About Evil (2010)
- Angels Crest (2011)
- Cinema Verite (2011)
- ChromeSkull: Laid to Rest 2 (2011)
- My Eleventh (2012)
- Rose by Name (2012)
- Foreverland (2012)

### Telewizja
| - Żar młodości (The Young and the Restless, 1993) - Pomoc domowa (The Nanny, 1994) - Ostry dyżur (ER, 1994) - Seinfeld (1994 & 1995) - Star Trek: Voyager (1995) - Karolina w mieście (Caroline in the City, 1996) - The Weird Al Show (1997) - Extreme Ghostbusters (1997) - Kochanie, zmniejszyłem dzieciaki (1997−2000) - Dotyk anioła (2000) - Grosse Pointe (2000) - Inside the Osmonds (2001) - Głowa rodziny (2001) (głos) - Przygody Jackie Chana (2001) (głos) | - The Mummy: The Animated Series (2002) (głos) - Family Affair (2002) - Run of the House (2003) - Fillmore na tropie (2003) (głos) - Boston Public (2003) - Siódme niebo (2005) - Campus Confidential (2005) - Reba (2005) - Dr House (2006) - Shark (2006) - Heroes (2006–2007) - Terminator: Kroniki Sary Connor (2008) - Tajemny krąg (2011) |

## Nagrody
- Young Artist Award – Najlepsza rola komediowa w serialu TV – główny aktor młodzieżowy (Kochanie, zmniejszyłem dzieciaki) (1997)
- Young Artist Award – Najlepsza rola TV/Film/Video – aktor młodzieżowy (An American Tail: The Mystery of the Night Monster) (1999)
- Young Artist Award – Najlepsza rola w serialu TV – aktor młodzieżowy, gościnny (Boston Public) (2000)
- Young Artist Award – Najlepsza rola (The Land Before Time IX: Journey to the Big Water) (2002)